# Cartmanův trestný čin
Cartmanův trestný čin (v anglickém originále Cartman's Silly Hate Crime 2000) je druhý díl čtvrté řady amerického komediálního animovaného televizního seriálu Městečko South Park. 

## Děj
Holky ze South Parku vyzvou kluky na sáňkovou jízdu. Token připomene, že s Cartmanovou váhou klučičí tým nemohou porazit. Eric se na něj za to naštve a hodí mu na hlavu kámen. V ředitelně dostane 14 dní po škole, ale jeho případ se dostane k federálnímu soudu, protože je brán jako rasově motivovaný čin. Eric se pokusí s Kennym utéct do Mexika, ale nakonec je chytí a Erica předají do Alamoské věznice. Kluci včetně Tokena přesvědčí guvernéra, aby dal Ericovi milost. Kluci nakonec sáňkový závod vyhrají.